# 일본기상협회

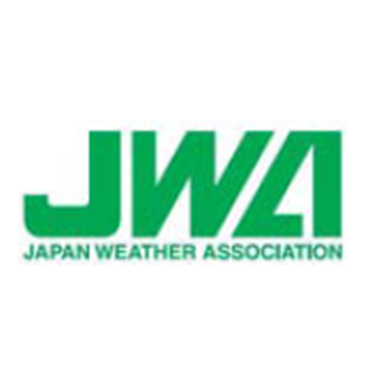

일본기상협회(日本気象協会 JWA)는 날씨는 기상 업무를 수행하는 일반 재단법인이다. 1950년 설립되었다.